# Hojai
Hojai (en asamés: হোজাই ) es una localidad de la India en el distrito de Nagaon, estado de Assam.

## Geografía
Se encuentra a una altitud de 77 m s. n. m. a 166 km de la capital estatal, Dispur, en la zona horaria UTC +5:30.

## Demografía
Según estimación 2010 contaba con una población de 38 150 habitantes.